# Bangladeschische Frauen-Cricket-Nationalmannschaft in Indien in der Saison 2012/13
Die Tour der bangladeschischen Cricket-Nationalmannschaft nach Indien in der Saison 2012/13 fand vom 2. bis zum 12. April 2013 statt. Die internationale Cricket-Tour war Bestandteil der Internationalen Cricket-Saison 2012/13 und umfasste drei WODIs und drei WTwenty20s. Indien gewann die WODI-Serie und die WTwenty20-Serie jeweils mit 3–0.

## Vorgeschichte
Indien nahm zuvor Teil am Women’s Cricket World Cup 2013. Die beiden Teams trafen das erste Mal bei einer Tour aufeinander.

## Stadien
Die folgenden Stadien wurden für die Tour als Austragungsort vorgesehen.
| Stadion                    | Stadt     | Kapazität | Spiele       |
| -------------------------- | --------- | --------- | ------------ |
| Sardar Patel Stadium       | Ahmedabad | 54.000    | 1. – 3. WODI |
| IPCL Sports Complex Ground | Vadodara  | 20.000    | 1. – 3. WT20 |

## Kaderlisten
| WODI | WODI | WTwenty20 | WTwenty20 |
| Indien | Bangladesch | Indien | Bangladesch |
| --- | --- | --- | --- |
| - Harmanpreet Kaur (K) - Poonam Raut (VK) - Ekta Bisht - Archana Das - Anagha Deshpande - Ritu Dhrub - Thirush Kamini - Smriti Mandhana - Mona Meshram - Nagarajan Niranjana - Swagatika Rath - Shubhlakshmi Sharma - Sneha Deepthi - Sushma Verma - Poonam Yadav | - Salma Khatun (K) - Farzana Haque (VK) - Shohaly Akther - Ayesha Akhter - Fahima Khatun - Jahanara Alam - Lata Mondal - Nuzhat Tasnia - Panna Ghosh - Ritu Moni - Rumana Ahmed - Shahanaz Parvin - Shukhtara Rahman - Tazia Akhter - Yasmin Boishakhi | - Harmanpreet Kaur (K) - Poonam Raut (VK) - Ekta Bisht - Archana Das - Anagha Deshpande - Ritu Dhrub - Thirush Kamini - Smriti Mandhana - Mona Meshram - Nagarajan Niranjana - Swagatika Rath - Shubhlakshmi Sharma - Sneha Deepthi - Sushma Verma - Poonam Yadav | - Salma Khatun (K) - Farzana Haque (VK) - Shohaly Akther - Ayesha Akhter - Fahima Khatun - Jahanara Alam - Lata Mondal - Nuzhat Tasnia - Panna Ghosh - Ritu Moni - Rumana Ahmed - Shahanaz Parvin - Shukhtara Rahman - Tazia Akhter - Yasmin Boishakhi |

## Women’s Twenty20 Internationals

### Erstes WTwenty20 in Vadodara
| 2. April Scorecard | Vadodara | Indien 143-3 (20)          | – | Bangladesch 94-7 (20) |
|                    |          | Indien gewinnt mit 49 Runs |   |                       |

Bangladesch gewann den Münzwurf und entschied sich als Feldmannschaft zu beginnen.

### Zweites WTwenty20 in Vadodara
| 4. April Scorecard | Vadodara | Bangladesch 88-4 (20)        | – | Indien 91-3 (18) |
|                    |          | Indien gewinnt mit 7 Wickets |   |                  |

Bangladesch gewann den Münzwurf und entschied sich als Schlagmannschaft zu beginnen.

### Drittes WTwenty20 in Vadodara
| 5. April Scorecard | Vadodara | Indien 123-9 (20)          | – | Bangladesch 113-7 (20) |
|                    |          | Indien gewinnt mit 10 Runs |   |                        |

Indien gewann den Münzwurf und entschied sich als Schlagmannschaft zu beginnen.

## Women’s One-Day Internationals

### Erstes WODI in Ahmedabad
| 8. April Scorecard | Ahmedabad | Bangladesch 194-9 (50)       | – | Indien 196-5 (49.2) |
|                    |           | Indien gewinnt mit 5 Wickets |   |                     |

Bangladesch gewann den Münzwurf und entschied sich als Schlagmannschaft zu beginnen.

### Zweites WODI in Ahmedabad
| 10. April Scorecard | Ahmedabad | Indien 256-6 (50)          | – | Bangladesch 210-9 (50) |
|                     |           | Indien gewinnt mit 46 Runs |   |                        |

Indien gewann den Münzwurf und entschied sich als Schlagmannschaft zu beginnen.

### Drittes WODI in Ahmedabad
| 12. April Scorecard | Ahmedabad | Indien 154 (48.3)          | – | Bangladesch 96 (41.1) |
|                     |           | Indien gewinnt mit 58 Runs |   |                       |

Indien gewann den Münzwurf und entschied sich als Schlagmannschaft zu beginnen.

## Statistiken
Die folgenden Cricketstatistiken wurden bei dieser Tour erzielt.

### WODIs
| WODIs               | WODIs       | WODIs   | WODIs   | WODIs   | WODIs   | WODIs   | WODIs   | WODIs   |
| Batting             | Batting     | Batting | Batting | Batting | Batting | Batting | Batting | Batting |
| Spieler             | Mannschaft  | Spiele  | Innings | Runs    | Average | HS      | 100s    | 50s     |
| ------------------- | ----------- | ------- | ------- | ------- | ------- | ------- | ------- | ------- |
| Harmanpreet Kaur    | Indien      | 3       | 3       | 195     | 97,50   | 103     | 1       | 1       |
| Salma Khatun        | Bangladesch | 3       | 3       | 132     | 66,00   | 75*     | 0       | 1       |
| Rumana Ahmed        | Bangladesch | 3       | 3       | 123     | 41,00   | 75      | 0       | 1       |
| Punam Raut          | Indien      | 3       | 3       | 93      | 31,00   | 80      | 0       | 1       |
| Lata Mondal         | Bangladesch | 3       | 3       | 73      | 24,33   | 39      | 0       | 0       |
| Bowling             |             |         |         |         |         |         |         |         |
| Spieler             | Mannschaft  | Spiele  | Overs   | Wickets | Average | BBI     | 5W      | 10W     |
| Ekta Bisht          | Indien      | 3       | 29.1    | 8       | 10,00   | 3/27    | 0       | 0       |
| Rumana Ahmed        | Bangladesch | 3       | 30.00   | 5       | 24,80   | 4/20    | 0       | 0       |
| Jahanara Alam       | Bangladesch | 3       | 27.3    | 4       | 24,00   | 2/31    | 0       | 0       |
| Salma Khatun        | Bangladesch | 3       | 29.2    | 4       | 28,00   | 2/48    | 0       | 0       |
| Poonam Yadav        | Indien      | 1       | 10.0    | 3       | 5,00    | 3/15    | 0       | 0       |
| Shubhlakshmi Sharma | Indien      | 3       | 17.0    | 3       | 21,00   | 2/28    | 0       | 0       |
| Swagatika Rath      | Indien      | 3       | 20.0    | 3       | 24,33   | 2/15    | 0       | 0       |
| Panna Ghosh         | Bangladesch | 3       | 28.0    | 3       | 37,33   | 2/37    | 0       | 0       |

### WTwenty20s
| WTwenty20s          | WTwenty20s  | WTwenty20s | WTwenty20s | WTwenty20s | WTwenty20s | WTwenty20s | WTwenty20s | WTwenty20s |
| Batting             | Batting     | Batting    | Batting    | Batting    | Batting    | Batting    | Batting    | Batting    |
| Spieler             | Mannschaft  | Spiele     | Innings    | Runs       | Average    | HS         | 100s       | 50s        |
| ------------------- | ----------- | ---------- | ---------- | ---------- | ---------- | ---------- | ---------- | ---------- |
| Punam Raut          | Indien      | 3          | 3          | 106        | 53,00      | 75         | 0          | 1          |
| Salma Khatun        | Bangladesch | 3          | 3          | 68         | 68,00      | 49*        | 0          | 0          |
| Ayasha Rahman       | Bangladesch | 3          | 3          | 61         | 20,33      | 29         | 0          | 0          |
| Thirush Kamini      | Indien      | 2          | 1          | 56         | 56,00      | 56         | 0          | 1          |
| Mona Meshram        | Indien      | 3          | 3          | 52         | 26,00      | 39         | 0          | 0          |
| Bowling             |             |            |            |            |            |            |            |            |
| Spieler             | Mannschaft  | Spiele     | Overs      | Wickets    | Average    | BBI        | 5W         | 10W        |
| Salma Khatun        | Bangladesch | 3          | 11.0       | 5          | 11,00      | 3/12       | 0          | 0          |
| Ekta Bisht          | Indien      | 3          | 12.0       | 4          | 14,00      | 2/28       | 0          | 0          |
| Panna Ghosh         | Bangladesch | 3          | 9.0        | 4          | 17,00      | 2/18       | 0          | 0          |
| Poonam Yadav        | Indien      | 1          | 4.0        | 3          | 7,00       | 3/21       | 0          | 0          |
| Niranjana Nagarajan | Indien      | 3          | 12.0       | 3          | 17,66      | 1/14       | 0          | 0          |